# Sanctuaire nuragique de Santa Vittoria
Le sanctuaire nuragique de Santa Vittoria (en italien, Santuario nuragico di Santa Vittoria) est un site archéologique nuragique près de Serri, en Sardaigne. Il fait partie des 31 sites sardes qui sont candidats pour entrer dans la liste du patrimoine mondial de l'UNESCO,.

## Histoire et description
Le nom du site est issu de la petite église de style roman qui est bâtie au-dessus d'un lieu de culte romain à quelques mètres du temple nuragique. Il s'étend sur une surface d'environ 3 ha dans la Giara (Sardaigne), et est composé par plusieurs groupes d'édifices : temples, cabane du prêtre et ses édifices annexes, l'enceinte des fêtes ainsi que l'enceinte avec les piliers bétyliques.
Les premières fouilles archéologiques ont été entreprises en 1909 par le soprintendente local Antonio Taramelli.
Le temple à puits qui a été découvert en premier est le lieu le plus important de tout le sanctuaire. 
Il a été construit avec la technique cyclopique, la même que celle utilisée pour les nuraghes, mais avec de la pierre raffinée et non ébauchée. 
Dans l'atrium du temple était pratiquée l'ordalie. Dans l'antiquité, le temple était couvert et la façade était probablement identique au temple à puits appelé Su Tempiesu de Orune, duquel il reste la façade adossée au rocher. 
L'enceinte des fêtes était l'endroit où les pèlerins fêtaient la divinité locale.
Il est probable que dans l'édifice principal du village se réunissaient en assemblées fédérales les clans les plus puissants des sardes nuragiques habitant la Sardaigne centrale afin de conclure les alliances ou déclarer guerre. 
Les structures communes étaient organisées afin de faire coïncider la fête religieuse et celle civile, le marché avec l'assemblée politique. 
Le temple à puits de la source sacrée, possède un atrium et fosse à sacrifice avec un espace pour exposition des ex voto, un escalier et la salle à fausse coupole avec trou central où l'eau était recueillie. Il y avait aussi un sacellum rectangulaire avec sacristie pour les offrandes aux dieux.
Les jeux ou les affaires se déroulaient dans une vaste cour elliptique avec portiques et salles circulaires dédiées au séjour des participants avec des endroits réservés aux revendeurs de marchandises, aux pâtres, et aux paysans. 
À proximité se trouvait un édifice circulaire qui servait pour les assemblées  avec quelques cabanes où résidait le personnel de garde, d'entretien ainsi que les administrateurs des biens du temple.